# حسین خرجه
حسین خرجه (عربی: حسين خرجة؛ زادهٔ ۹ نوامبر ۱۹۸۲) بازیکن فوتبال اهل مراکش است.

## باشگاهی
از باشگاه‌هایی که در آن بازی کرده‌است می‌توان به باشگاه فوتبال اسپورتینگ پرتغال، باشگاه فوتبال آ.اس. رم، باشگاه فوتبال استوا بخارست، باشگاه فوتبال روبور سیه‌نا، باشگاه فوتبال اینتر میلان، باشگاه فوتبال پیاچنزا، باشگاه فوتبال سوشو، باشگاه فوتبال فیورنتینا، باشگاه فوتبال نووارا، باشگاه فوتبال ترنانا، باشگاه فوتبال جنوآ، و باشگاه ورزشی العربی قطر اشاره کرد.

## تیم ملی
وی همچنین در تیم ملی فوتبال مراکش بازی کرده‌است.